# Костенурките нинджа (филм, 2007)
 Тази статия е за екипа на четирите костенурки.  За други значения вижте Костенурките нинджа (пояснение).  
„Костенурките нинджа“ (на английски: TMNT) е американска компютърна анимация от 2007 година по сценарий и режисура на Кевин Мънро. Базиран е на комиксовата поредица „Костенурките нинджа“. Озвучаващия състав се състои от Джеймс Арнолд Тейлър, Нолан Норт, Майки Кели, Мичъл Уитфийлд, Крис Евънс, Сара Мишел Гелар, Мако Ивамацу, Кевин Смит, Патрик Стюарт, Джан Дзъи и Патрик Стюарт като разказвач.
Това е четвъртият театрален филм от „Костенурките нинджа“ и е първият филм, който е направен с компютърно генерирано изображение, създаден от „Имаджи Анимейшън Студиос“, също така и е първият пълнометражен филм след 14 години. Той е свободно свързан в оригиналната трилогия от 1990 – 1993 г.
Филмът е пуснат театрално от „Уорнър Брос Пикчърс“ и „Уейнщайн Къмпани“ (който го прави единственият филм от поредицата на „Костенурките нинджа“, разпространен от втора компания) на 23 март 2007 г. със смесени отзиви от критиците, постига комерсиален успех, печелейки 95 милиона щатски долара световно срещу бюджет от 34 милиона. Планираните продължения са отменени, след като „Никелодеон“ придобива поредицата през 2009 г., разработва филмовата поредица с нов филм през 2014 г.

## Актьорски състав
- Крис Евънс – Кейси Джоунс
- Сара Мишел Гелар – Ейприл О'Нийл
- Мако Ивамацу и Грег Болдуин – Сплинтър
- Кевин Смит – Готвач
- Патрик Стюарт – Макс Уинтърс
- Джан Дзъи – Карай
- Лорънс Фишбърн – разказвача
- Нолан Норт – Рафаело
- Джеймс Арнолд Тейлър – Леонардо
- Майки Кели – Микеланджело
- Мичъл Уитфийлд – Леонардо
- Джон Димаджо – полковник Сантино
- Кевин Майкъл Ричардсън – генерал Агила
- Паула Матиоли – генерал Серпиенте
- Фред Таташор – генерал Гато

## В България
Филмът излиза на екран на 1 юни 2007 г. от „Съни Филмс“. DVD издание следва през декември същата година.

### Синхронен дублаж
| Персонаж          | Изпълнител                                     |
| ----------------- | ---------------------------------------------- |
| Леонардо          | Христо Петров (Ицо Хазарта)                    |
| Рафаело           | Венцислав Сейчев (Бат Венци)                   |
| Микеланджело      | Красимир Геров (Буч)                           |
| Донатело          | Цанко Тасев                                    |
| Ейприл О'Нийл     | Антоанета Георгиева                            |
| Кейси Джоунс      | Тодор Георгиев                                 |
| Сплинтър          | Георги Новаков                                 |
| Макс Уинтърс      | Атанас Сребрев                                 |
| Генерал Сантино   | Атанас Сребрев                                 |
| Карай             | Светлана Смолева                               |
| Генерал Агила     | Стефан Сърчаджиев                              |
| Генерал Гато      | Христо Бонин                                   |
| Генерал Серпиенте | Таня Михайлова                                 |
| Разказвач         | Георги Тодоров                                 |
| Други гласове     | Георги Стоянов Петър Върбанов Здравко Димитров |

| Обработка              | Александра Аудио |
| ---------------------- | ---------------- |
| Режисьор на дублажа    | Таня Михайлова   |
| Изпълнителен продуцент | Васил Новаков    |

През 2011 г. до 2013 г. филмът се излъчва многократно по Super 7 с войсоувър дублаж.